# Pollinator
Pollinator es el decimoprimer álbum de estudio de la banda de new wave y rock alternativo Blondie, lanzado el 5 de mayo de 2017 por BMG. Es el tercer álbum de estudio de la banda en la década de los 2010 (quinto de su reformación) y fue un éxito crítico y comercial.
Contiene los sencillos «Fun», «Long Time», «Too Much» y «Doom or Destiny» (con Joan Jett).

## Producción
El álbum es una vuelta al sonido orgánico de banda luego de la experimentación electrónica de Ghosts of Download de 2014. Muchas canciones fueron compuestas por colaboradores externos como David Sitek (TV on the Radio), Johnny Marr, Sia, Charli XCX y Nick Valensi (The Strokes). Solo dos canciones fueron compuestas por Harry y Stein y Harry además coescribió "Long Time" con Dev Hynes. El productor a cargo fue John Congleton y el arte de tapa fue realizado por el artista plástico Shepard Fairey.

## Recepción crítica
En Metacritic Pollinator tiene un puntaje promedio de 71/100 puntos, basado en 22 reseñas. Los críticos generalmente apuntaron al gran número de colaboradores y compositores, lamentando que hay muy pocas canciones escritas por la dupla Harry-Stein. Asimismo, alabaron la producción de Congleton y la interpretación vocal de Harry.

## Promoción y recepción comercial
El álbum fue acompañado por cuatro singles comerciales y varios promocionales. "Fun" y "Long Time" son los sencillos más exitosos de la banda en su país desde "Maria", llegando respectivamente al N° 1 y N° 5 del Hot Dance Club Songs, además de tener posiciones en varios otros países. "Too Much" fue single radial y "Doom or Destiny" contó con un video muy cargado políticamente que recibió mucha atención mediática. "Fragments" y "Tonight" fueron lanzados como singles promocionales, el primero de forma digital y el segundo en una edición especial en 7" coincidiendo con la tienda pop-up de la banda en Camden Market.
Blondie salió de gira con el álbum en 2017-2019, visitando ciudades de Estados Unidos, Canadá, Reino UNido, Nueva Zelanda, Australia, Alemania, Francia, Irlanda, México, Brasil, Argentina y Cuba. En 2019 la banda fue a La Habana invitada por el Ministerio de Cultura de Cuba a realizar un intercambio cultural con músicos locales. Como resultado de la visita el director Rob Roth grabó el cortometraje documental Blondie: Vivir en La Habana, estrenado al año siguiente junto a un EP en vivo que registra su banda sonora.
Pollinator llegó a posiciones de listas de ventas más altas que los tres álbumes anteriores de Blondie. Debutó en el N° 4 en la lista central Reino Unido (primer top 5 desde No Exit en 1999). En la lista de álbumes independientes debutó en el N° 1 y permaneció en el top 50 por 16 semanas consecutivas. En Estados Unidos, el álbum debutó en su pico del N° 63 del Hot 200 (la posición más alta de la banda desde 1999) y el N° 4 de la lista Top Independent Albums. Llegó también al N° 3 en Nueva Zelanda, N° 4 en Escocia, N° 21 en Alemania, N° 22 en Suiza, entre otros países.

## Lista de canciones
| Pollinator (edición estándar) |                                     |                                                  |          |  |
| N.º                           | Título                              | Escritor(es)                                     | Duración |  |
| 1.                            | «Doom or Destiny» (feat. Joan Jett) | Chris Stein, Deborah Harry                       | 2:54     |  |
| 2.                            | «Long Time»                         | Harry, Dev Hynes                                 | 4:35     |  |
| 3.                            | «Already Naked»                     | Matt Katz-Bohen, Laurel Katz-Bohen, Lucian Piane | 4:06     |  |
| 4.                            | «Fun»                               | David Sitek, Daniel Ledinsky, Erik Hassle        | 4:19     |  |
| 5.                            | «My Monster»                        | Johnny Marr                                      | 3:29     |  |
| 6.                            | «Best Day Ever»                     | Sia Furler, Nick Valensi                         | 3:58     |  |
| 7.                            | «Gravity»                           | Charlotte Aitchison, Dimitri Tikovoi             | 3:47     |  |
| 8.                            | «When I Gave Up on You»             | Michael Gregory, Andrew Gregory                  | 4:02     |  |
| 9.                            | «Love Level» (feat. John Roberts)   | Stein, Harry                                     | 4:19     |  |
| 10.                           | «Too Much»                          | M. Katz-Bohen, L. Katz Bohen                     | 3:08     |  |
| 11.                           | «Fragments»                         | Adam Johnson                                     | 6:57     |  |
| 45:40                         |                                     |                                                  |          |  |

| Pollinator (CD) |                                   |                             |                                        |          |  |
| N.º             | Título                            | Escritor(es)                | Nota                                   | Duración |  |
| 12.             | «Tonight» (feat. Laurie Anderson) | Aitchison, Andrew Armstrong | Track escondido después de "Fragments" | 5:39     |  |
| 50:19           |                                   |                             |                                        |          |  |

| Pollinator (edición japonesa) |                                       |              |          |  |
| N.º                           | Título                                | Escritor(es) | Duración |  |
| 12.                           | «The Breaks»                          | Stein, Harry | 4:15     |  |
| 13.                           | «Fun» (Greg Cohen Spirit of 79 Remix) |              | 4:35     |  |
| 14.                           | «Fun» (Eric Kupper Disco Mix)         |              | 4:12     |  |
| 15.                           | «Fun» (Drew G Remix)                  |              | 4:19     |  |
| 63:01                         |                                       |              |          |  |

## Cortometraje y EPVivir en La Habana
En 2019, Blondie fueron invitados a presentarse en La Habana, Cuba, como parte de un programa de intercambio cultural del Ministerio de Cultura de Cuba. La experiencia fue registrada por el director Rob Roth en el cortometraje Blondie: Vivir en La Habana, filmado en 16mm, 8mm y digital. Las partes grabadas en Cuba incluyen paisajes, actividades de los miembros de la banda y fans y entrevistas grabadas a color, mientras que hay partes en blanco y negro filmadas en New York en las que participa el guitarrista Chris Stein. 
El lanzamiento fue en julio de 2021 y participó de varios festivales, como In-Edit Festival (España), Rizoma Festival (Spain), Tribeca Film Festival 2021 (Estados Unidos), Sheffield DocFest 2021 (Inglaterra), Reykjavik International Film Festival 2021 (Islandia), Sonoma International Film Festival 2022 (Estados Unidos) y BBC's LongShots 2022 (Reino Unido, donde obtuvo el premio del público).

| Vivir en La Habana (EP) | |                                     |          |  |
| N.º                     | Título | Escritor(es)                        | Duración |  |
| 1.                      | «The Tide is High» (Contiene fragmentos de "Groove is in the Heart" de Deee-Lite)                                     | John Holt                           | 8:39     |  |
| 2.                      | «Long Time» | Deborah Harry, Dev Hynes            | 5:11     |  |
| 3.                      | «Wipe Off My Sweat»                                                                                                   | Harry, Chris Stein, Matt Katz-Bohen | 4:01     |  |
| 4.                      | «Heart of Glass» (Contiene fragmentos de "I Feel Love" de Donna Summer y "Train from Kansas City" de The Shangri-Las) | Harry, Stein                        | 7:32     |  |
| 5.                      | «Rapture» (Contiene fragmentos de "(You Gotta) Fight for Your Right (To Party!)" de Beastie Boys)                     | Harry, Stein                        | 9:53     |  |
| 6.                      | «Dreaming» | Harry, Stein                        | 4:13     |  |
| 39:32                   | |                                     |          |  |